# Deutschhof (Sontheim)

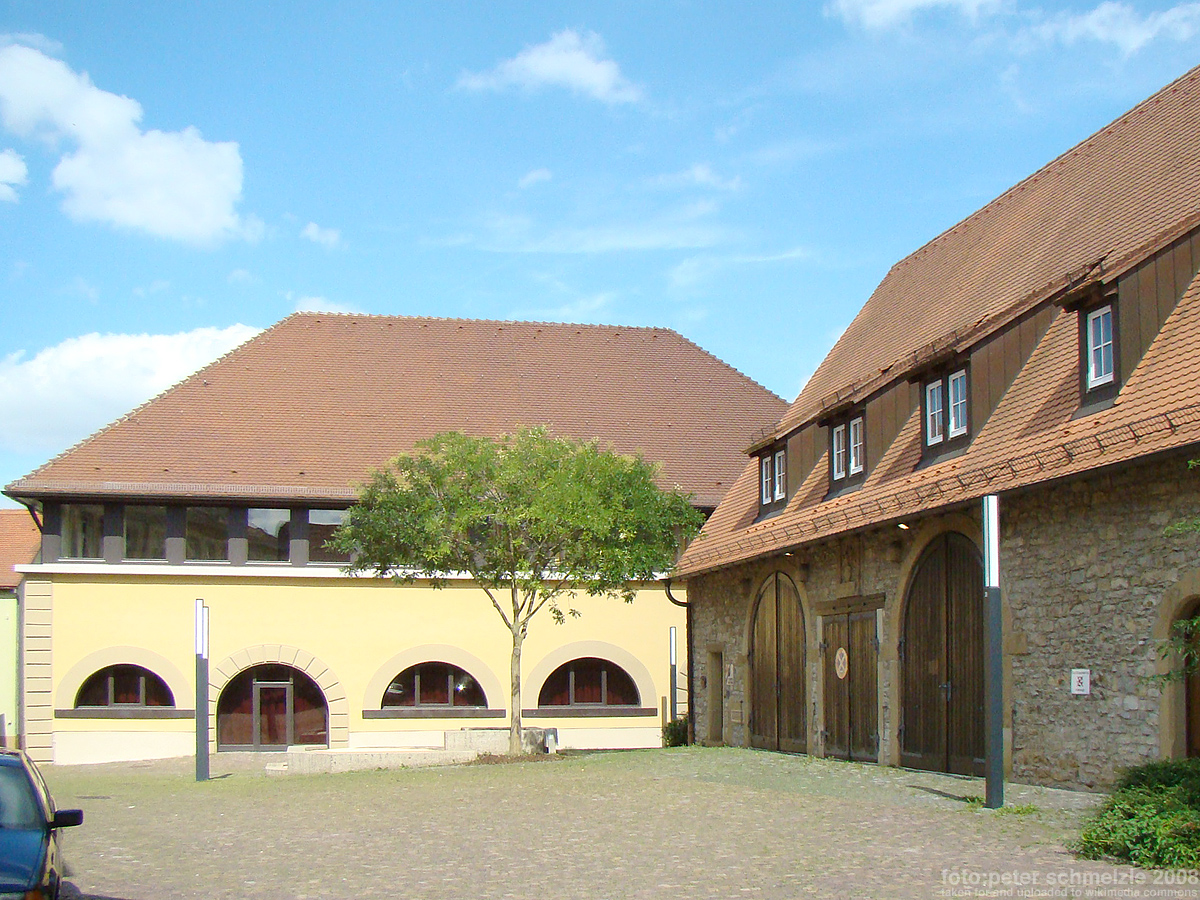
Blick in den Deutschhof in Heilbronn-Sontheim: Alte Kelter und Zehntscheune

Der Deutschhof oder Deutschordenshof in Sontheim ist eine ehemalige Hofanlage des Deutschen Ordens und ein Kulturdenkmal. Der Deutsche Orden hatte in Sontheim bereits im späten Mittelalter Besitz, der Deutschhof in seiner heutigen Gestalt geht auf den Wiederaufbau des Verwaltungssitzes nach dem Bauernkrieg von 1525 zurück.

## Beschreibung
Im Süden des Sontheimer Deutschordenshofs steht die Kirche St. Martinus. Im Osten der Deutschhofes (Adresse Auf dem Bau 6) steht die Zehntscheune. Sie wurde 1563 errichtet und dient heute als Feuerwehrhaus. Das Gebäude der Zehntscheune ist ein Steinbau mit Satteldach und mit hohen Rundbogentoren. Weiterhin befindet sich an dieser Zehntscheune eine Inschrifttafel im Stil der Renaissance mit einem Wappen des einstigen Statthalter des Deutschordens: Volpert von Schwalbach.
Im Norden stehen die Untere Kelter und das Amtshaus. Das Amtshaus (Adresse Schwabenstraße 2) wurde Mitte des 17. Jahrhunderts errichtet und im Stil des Spätbarock umgebaut. Das Gebäude diente nach der Säkularisation als Lehrerwohnung und als Kleinkinderschule. Die untere Kelter wurde 1976/77 zum Veranstaltungszentrum mit Mehrzwecksaal, Küche und Vortragsräumen ausgebaut, seitdem trägt sie auch den Namen Alte Kelter. Im Westen steht die Obere Kelter (Adresse Auf dem Bau 3). Sie war einst einstöckig und dient heute als Gemeindehaus. Erbaut wurde dieses Gebäude im 16. Jahrhundert und im Jahr 1879 aufgestockt, als in dem Gebäude eine Schule eingerichtet wurde.
Der Brunnen an der Görresstraße wurde 1912 errichtet. Er befindet sich auf dem ehemaligen Kirchhof der Martinskirche, der im Jahr 1912 zur Grünanlage mit Brunnen umgestaltet wurde.

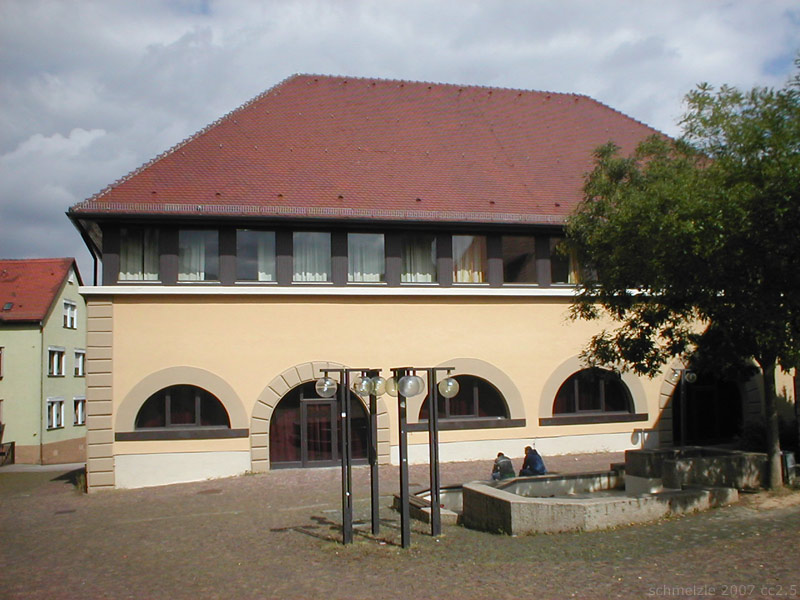
Alte Kelter (Untere Kelter)
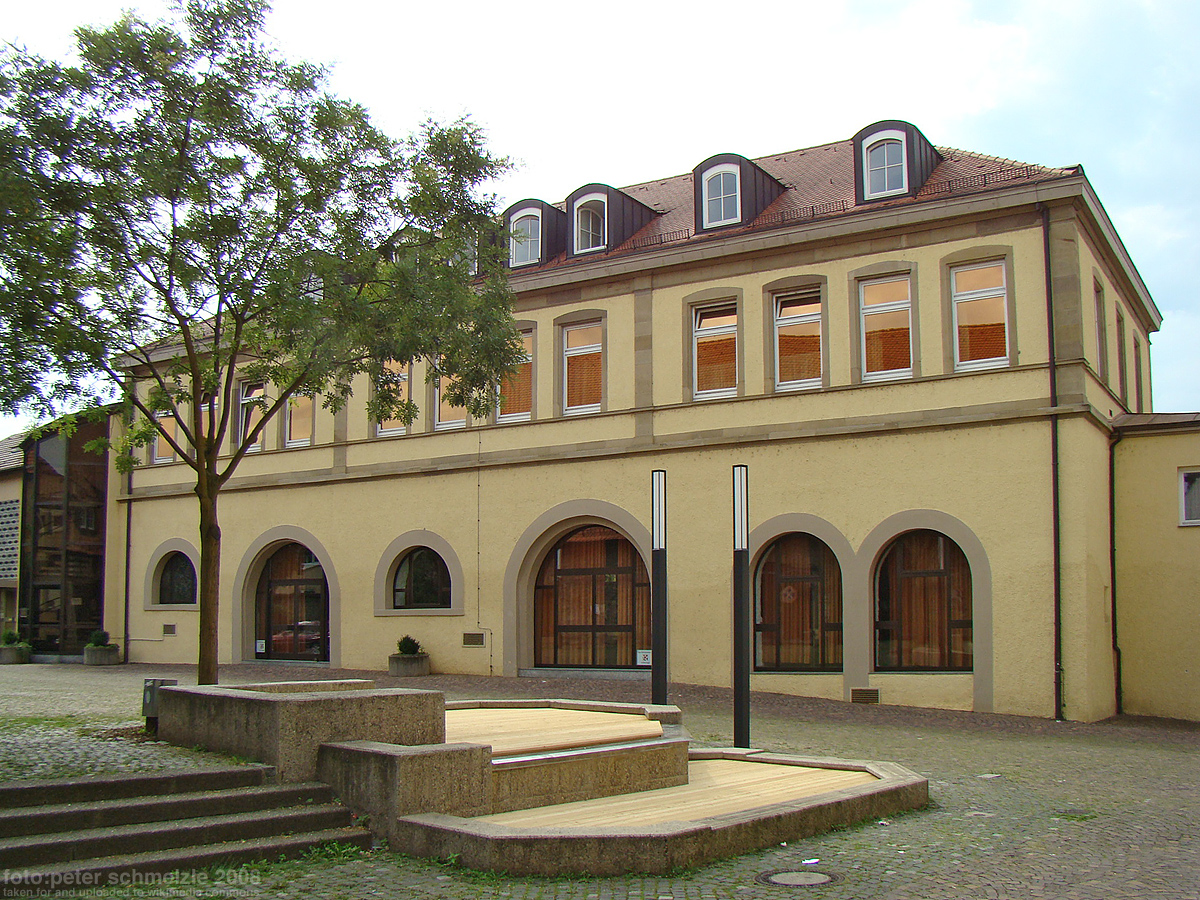
Obere Kelter
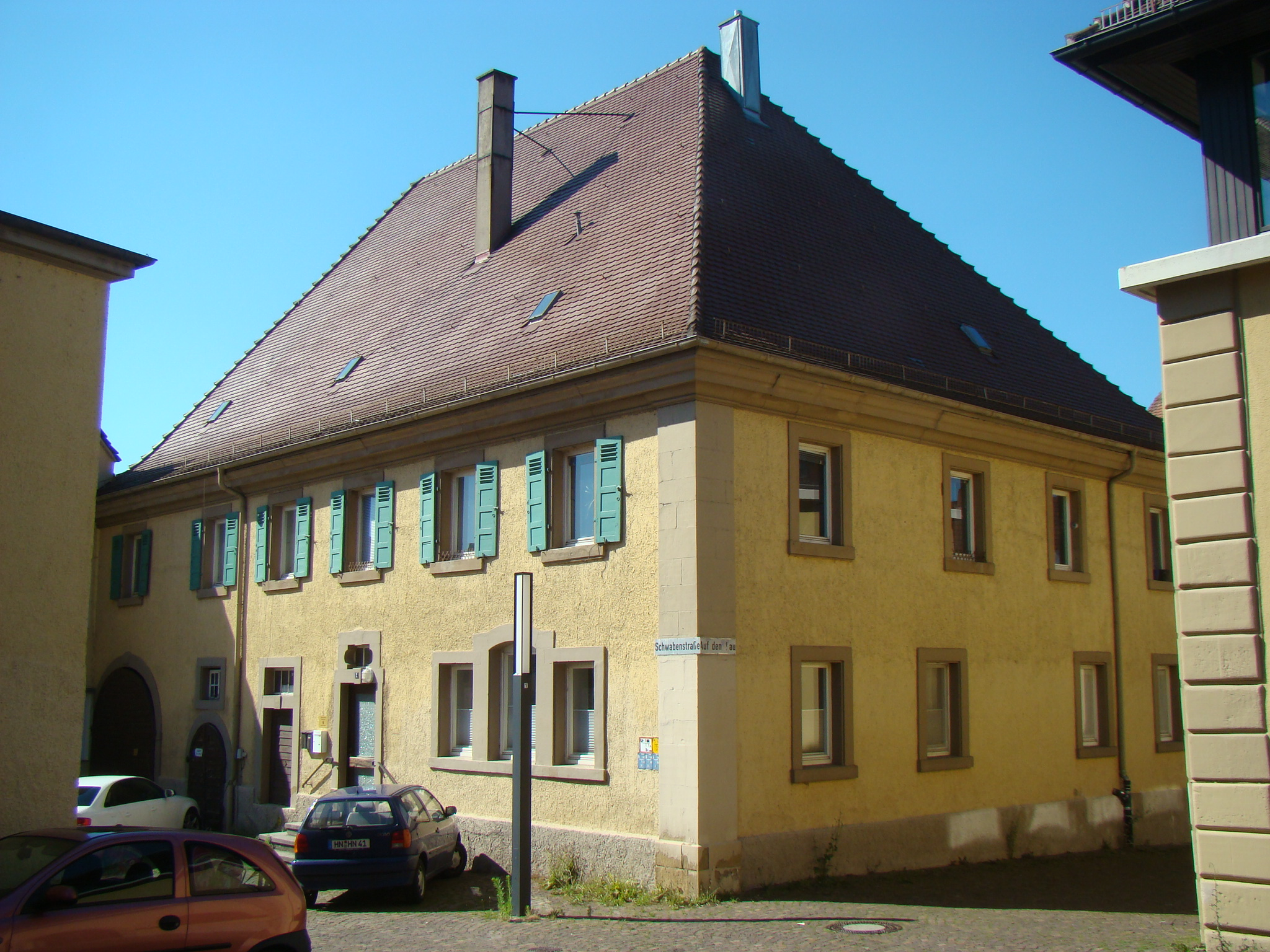
Amtshaus
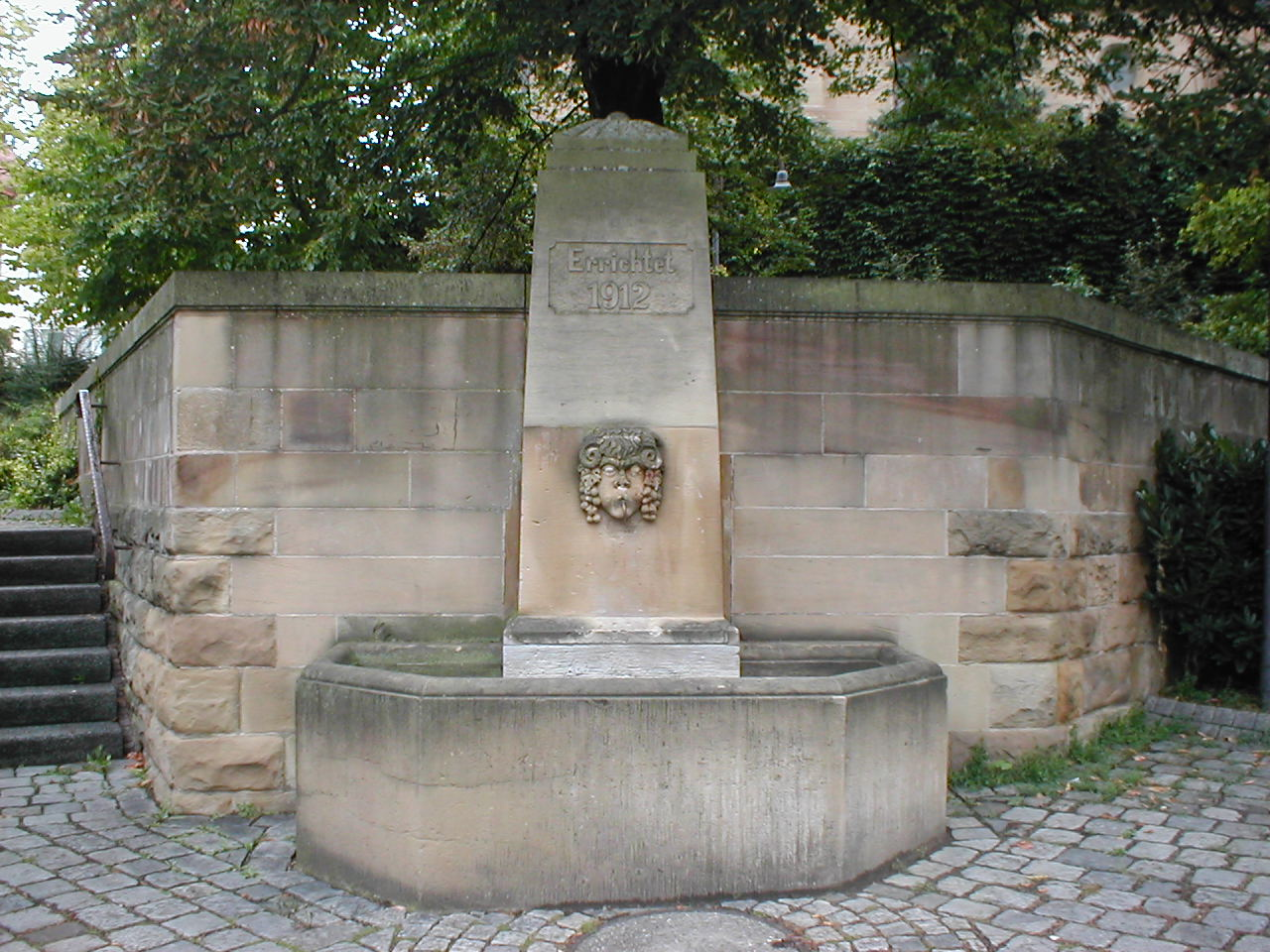
Brunnen von 1912